# 自国市場効果
自国市場効果（じこくしじょうこうか、英: The home market effect）とは、市場規模が大きいとその国の需要を満たす以上の規模の産業が集積するようになる効果のこと。マックス・コーデンに最初に提示され、ポール・クルーグマンの1980年の論文で体系的に整理された。

## 概要
自国市場効果は、規模の経済と輸送コストが存在する新貿易理論のモデルから理論的に導くことができる。他の国（あるいは地域）への輸送コストが存在するとき、企業がより大きな需要に直面できる大きな市場に立地する誘因を持つことから自国市場効果が生まれる。自国市場効果が存在するということは、市場規模が大きくなると純輸出が大きくなるということであり、そのような市場規模と純輸出の関係は比較優位のみを貿易の源泉とするリカード・モデルなどでは説明できない。
アメリカの航空産業が自国市場効果の一例としてよく挙げられる。アメリカでは莫大な国土から航空産業への需要が高い。結果として、ボーイングなどの航空機製造企業が存在し、国内需要を満たす以上の航空機を生産し輸出している。

## 萌芽と発展
ポール・クルーグマンはリンダー仮説の代替理論を提案しようと試みた。自国市場効果が「国の需要構造が輸出パターンを予測する上で有効である」というリンダ―仮説の予想が正しいものであることが研究によって示されている。
クルーグマンの論文では、国の規模の非対称と産業の立地パターンの関連について考察している。1980年の論文では、特定の産業への需要が大きい国ではその産業がその国の需要水準以上に立地することを予測している。エルハナン・ヘルプマンとの共著論文で提示されたモデルでは、規模の経済が存在するとき、経済規模の大きな国には需要水準以上に産業が集積することを予測している。この研究分野は新貿易理論の領域に分類される。

## 自国市場効果の逆転現象
バララエティがモデルに組み込まれていても、生産技術が規模に関して収穫一定であれば代替の弾力性の大きさに応じて自国市場効果と逆の現象が起こることが示されている。自国市場効果の逆転現象は相互的ダンピングを組み込んだモデルからも示されている。同質財と差別化財が同じ輸送コストに直面するとき、自国市場効果が無くなることが示されている。4種類の水平的差別化モデルを用いて自国市場効果がどれくらい観察できるのか検証している研究もある。
個々の企業がそれぞれ異なったバラエティを生産するのではなく、個々の国が異なったバラエティが存在するモデルでは自国市場効果の逆転現象が観察されることが示されている。都市経済学/地域経済学の文脈で自国市場効果を議論している論文では、非貿易財も考慮されると自国市場効果が相殺され、逆転現象を引き起こす可能性が指摘されている。消費者の効用関数が同質財と「差別化バラエティの合成財」から成るCES効用関数で記述されるとき、代替の弾力性の大きさに応じて自国市場効果の逆転が起こることが示されている。

## 実証研究
米国とカナダのパネルデータから、自国市場効果の存在が確認されている。OECD諸国と非OECD諸国のクロスセクションデータを用いて、特にOECD諸国の間では自国市場効果が観察できることも示されている。また、2002年における6産業のアメリカの特許ストックのデータを用いて、技術集約度の高い産業では自国市場効果を相殺するような効果が働いていることが示されている。